# Euticrate (scultore)
Euticrate (in greco antico: Εὐθυκράτης?, Euthykrátēs; Sicione, IV secolo a.C. – ...) è stato uno scultore greco antico, figlio e allievo dello scultore Lisippo.
Apportò al suo stile un profondo realismo, che andava al di là dell'eleganza dello stile o del soggetto, tipico tratto della scultura di Lisippo. Alcune delle sue opere sono citate da Plinio (XXXIV, 7): la statua di Ercole a Delfi, Muse e Alessandro cacciatore presso Tespie, il Trofonio a Lebadea. Le opere citate da Plinio non sono però state identificate: ciò ha fatto supporre che il passo sia stato corrotto. Secondo Taziano, Euticrate scolpì statue di alcune cortigiane (Orationes in Graecarum, 52, p. 114, edizione Worth).